# 江华瑶族自治县人民政府
25°11′31″N 111°35′10″E / 25.192009°N 111.585997°E
江华瑶族自治县人民政府（简称江华瑶族自治县政府）是中华人民共和国湖南省永州市江华瑶族自治县的行政管理机关。现任县长是吴军臣，2021年上任。

## 历任县长
| 姓名   | 就任日期  | 卸任日期  | 备注  |
| ------ | --------- | --------- | ----- |
| 罗建华 | 2007年3月 | 2011年4月 | [ 1 ] |
| 龙飞凤 | 2012年9月 | 2021年7月 | [ 2 ] |
| 吴军臣 | 2021年7月 |           | [ 3 ] |